# Salamon József (labdarúgó)
Salamon József (Miskolc, 1948. október 23. –) válogatott labdarúgó, a Diósgyőri VTK aranycsapatának középhátvédje.

## Pályafutása
Salamon József gyermekkorában ismerkedett meg a labdarúgással (édesapja a DVTK labdarúgója volt), és már általános iskolás korában igazolt sportoló lett. Alig múlt el 17 éves, amikor már bemutatkozott az élvonalban. A DVTK olyan legendáival játszhatott együtt, mint Szigeti Oszkár, Werner Gyula, Kiss László, Tamás Gyula és mások. Remek fizikai adottságainál fogva a kezdetektől fogva a hátvédsorban játszott, végleges posztja a középhátvéd volt. Az NB I-ben 1966 áprilisában játszott először, hazai pályán, az MTK ellen. Összesen 386 (más forrás szerint 375) NB I-es mérkőzésen szerepelt a Diósgyőrben, 4 gólt szerzett. 1977-ben és 1980-ban csapatával elnyerte a Magyar Népköztársasági Kupát. A DVTK híres aranycsapatának sikerei idején háromszor bekerült a válogatottba (mindannyiszor csapatkapitány is volt), az olimpiai válogatottban ötször szerepelt. 1979-ben elnyerte az MLSZ által adományozott Az év magyar labdarúgója címet.
1980-ban megengedték neki, hogy külföldön játszhasson. Két évig a PAOK Szaloniki játékosa volt, ahol Lóránt Gyula volt az edzője (aki ez idő alatt hunyt el a kispadon). Görögországból visszatérve egy szezont még játszott a Diósgyőrben, majd 1983-ban visszavonult. Az MLSZ ellenőre.

## Statisztika

### Mérkőzései a válogatottban
| Magyarország | Magyarország         | Magyarország                   | Magyarország  | Magyarország | Magyarország  | Magyarország       | Magyarország | Magyarország |
| #            | Dátum                | Helyszín                       | Hazai         | Eredmény     | Vendég        | Kiírás             | Gólok        | Esemény      |
| ------------ | -------------------- | ------------------------------ | ------------- | ------------ | ------------- | ------------------ | ------------ | ------------ |
|              | 1979. április 18.    | Pitești                        | Románia       | 2 – 0        | Magyarország  | olimpiai selejtező | -            |              |
| 1.           | 1979. szeptember 12. | Nyíregyháza                    | Magyarország  | 2 – 1        | Csehszlovákia | barátságos         | -            |              |
| 2.           | 1979. szeptember 26. | Bécs, Práter-stadion           | Ausztria      | 3 – 1        | Magyarország  | barátságos         | -            |              |
| 3.           | 1979. október 17.    | Debrecen, Nagyerdei stadion    | Magyarország  | 3 – 1        | Finnország    | Eb-selejtező       | -            |              |
|              | 1979. október 31.    | Wrocław                        | Lengyelország | 1 – 0        | Magyarország  | olimpiai selejtező | -            |              |
|              | 1979. november 14.   | Miskolc-Diósgyőr, DVTK-stadion | Magyarország  | 2 – 0        | Lengyelország | olimpiai selejtező | -            |              |
|              | 1979. november 24.   | Miskolc-Diósgyőr, DVTK-stadion | Magyarország  | 3 – 0        | Csehszlovákia | olimpiai selejtező | -            |              |
|              | 1980. április 13.    | Prága                          | Csehszlovákia | 3 – 2        | Magyarország  | olimpiai selejtező | -            |              |
|              | Összesen             |                                |               | 3            | mérkőzés      |                    | 0            | gól          |